# Unione internazionale di fisica pura e applicata
L'Unione internazionale di fisica pura e applicata (in inglese International Union of Pure and Applied Physics, acronimo IUPAP) è una organizzazione non governativa che si impegna nell'avanzamento della fisica. È stata creata nel 1922 e la sua prima Assemblea generale è avvenuta nel 1923 a Parigi.
L'IUPAP è membro dell'International Council for Science (ICSU).

## Obiettivi
Gli obiettivi dell'IUPAP sono:
- promuovere e stimolare la collaborazione internazionale nello studio della fisica
- patrocinare meeting internazionali e collaborare all'organizzazione di comitati
- incoraggiare la preparazione e pubblicazione di abstract e documenti sulle costanti fisiche
- promuovere accordi internazionali sull'uso comune di simboli, unità di misura, nomenclature e standard
- promuovere la libera circolazione degli scienziati
- incoraggiare la ricerca e la didattica

L'unione è governata da un'Assemblea generale che si riunisce ogni 3 anni. Il consiglio è l'organo esecutivo più importante e supervisiona le attività delle 19 commissioni internazionali e delle tre commissioni affiliate. L'unione è composta da membri (attualmente 49) rappresentanti diverse comunità di fisici.
La commissione SUNAMCO dello IUPAP ha pubblicato il libro Symbols, Units, Nomenclature and Fundamental Constants in Physics, scritto da E. Richard Cohen e Pierre Giacomo, conosciuto anche come red book, I.U.P.A.P.-25, o SUNAMCO 87-1. Il sito web del SP Technical Research Institute of Sweden  ha reso l'edizione del 1987 disponibile in rete. 